# José Gómez-Imaz Simón
José Gómez-Imaz Simón (1838 - 1903) va ser un marí espanyol, ministre de Marina i senador vitalici durant la restauració borbònica.
Ingressà a l'Escola Naval Militar en 1853. El 1866 ascendí a tinent de navili i s'enfrontà als revoltats de la revolució de 1868 quan assaltaren l'arsenal de la Carraca. En 1894 fou ascendit a capità de navili i el 1898 a contralmirall.
Va destacar en el camp professional com a cap de la Comissió Hidrogràfica de 1887, els treballs cartogràfics de la qual van ser notables per les Illes Balears. Va ser el principal redactor de la memòria sobre els treballs duts a terme per la Comissió, en un document d'importància científica titulat Resumen de los trabajos de la Comisión Hidrográfica de España en la isla de Mallorca en los años 1889 a 1893. Fou nomenat ministre de Marina per Francisco Silvela entre el 5 de març de 1899 i el 18 d'abril de 1900.